# 没有秘密的你
没有秘密的你是一部中國大陸時裝劇。由金瀚、戚薇主演。內容主要是一位法律系學生與一位律師因幼時一場車禍而結緣，最終替逝去的親人報仇並收穫愛情。